# Melchior Otto Voit von Salzburg

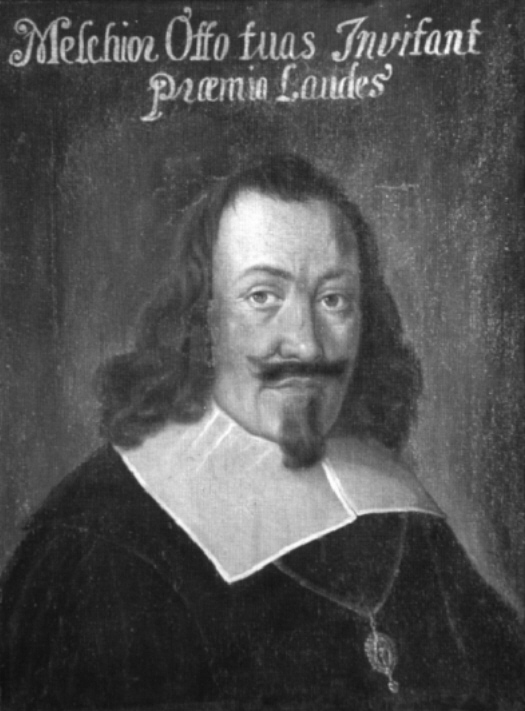
Melchior Otto Voit von Salzburg

Melchior Otto Voit von Saltzburg, Kupferstich von Johann Salver

Melchior Otto Voit von Salzburg (* 19. Juni 1603 in Eichenhausen, Unterfranken; † 4. Januar 1653) war Bischof von Bamberg und damit Fürst des Hochstifts Bamberg.

## Leben
Melchior Otto stammte aus dem Geschlecht der Voit von Salzburg. Er war zunächst Würzburger Landrichter und Domkantor. Am 25. August 1642 wurde er zum Bischof vom Bamberg ernannt. Die Bestätigung erfolgte am 5. Mai 1643.
Auf dem Westfälischen Friedenskongress wurde er von seinem Geheimrat Cornelius Gobelius vertreten. Zusammen mit dem Würzburger Bischof Johann Philipp von Schönborn suchte er Kontakte zu Kurbayern und Frankreich. Er hing der friedlichen Beilegung konfessioneller Auseinandersetzungen an (Irenik), was ihm in der Kaiserlichen Armee den Beinamen Lutherischer Bischof einbrachte.
Am 14. November 1647 erweiterte er das damalige Jesuitenkolleg in Bamberg um die Fakultäten Philosophie und Theologie zur Academia Ottoniana. Er benannte sie nach seinem Namenspatron Otto von Bamberg, dessen Grabstätte sich im Bamberger Kloster Michelsberg befindet. Der 14. November 1647 gilt auch als Gründungstag der Universität Bamberg, die unter Friedrich Karl von Schönborn zur klassischen Vier-Fakultäten-Universität ausgebaut wurde.
Das fürstbischöfliche Wappen ist geviert. Im Wechsel zeigt es das Wappen des Bistums Bamberg und das Familienwappen, einen schwarzen Zickzackbalken auf silbernem Grund.